# Широкоротый коршун
Широкоротый коршун (лат. Macheiramphus alcinus) — хищная птица из семейства ястребиных. Питается главным образом летучими мышами и ведёт сумеречный образ жизни. Вид выделяется в монотипический род Macheiramphus, который относят к подсемейству гарпиевых (Harpiinae).

## Описание
Длина тела обычно около 45 см. Длинные крылья придают широкоротому коршуну соколиный силуэт. Взрослые птицы тёмно-бурые или черные с белыми пятнами на горле и груди, глаза окружены узкими белыми кольцами. Птенцы бурые в мелких пятнах, с бо́льшим количеством белого цвета в оперении, чем у взрослых.

## Ареал и места обитания
Распространен в Африке южнее Сахары, Юго-Восточной Азии и Новой Гвинее. Населяет преимущественно открытые ландшафты, но встречается всюду от густых дождевых лесов до полузасушливых травянисто-кустарниковых саванн.

## Питание
Основную долю рациона широкоротого коршуна составляют летучие мыши, хотя он питается также мелкими птицами, такими как ласточки, стрижи и козодои, а также крупными насекомыми. Охотится в сумерках. На добычу нападает на большой скорости полёта. Около половины его атак заканчиваются успехом.

## Размножение
Ухаживание включает многочисленные выполняемые в воздухе демонстрационные позы и трюки. Ветки для гнезда птицы собирают на лету. Диаметр гнезда около 90 см, глубина 30 см. Кладку насиживает только самка. Самец при этом её кормит. Птенцы вылупляются через месяц после начала насиживания. Выкармливают птенцов оба родителя. В возрасте 30—45 дней птенцы полностью оперяются и вскоре покидают гнездо.

## Подвиды
Выделяют три подвида:
- M. a. anderssoni — обитает в Африке южнее Сахары;
- M. a. alcinus — Бирма, Малайский полуостров, острова Суматра, Калимантан и Сулавеси;
- M. a. papuanus — восток Новой Гвинеи.

## Фото
- Охотящийся широкоротый коршун